# Blowout (perforazione)

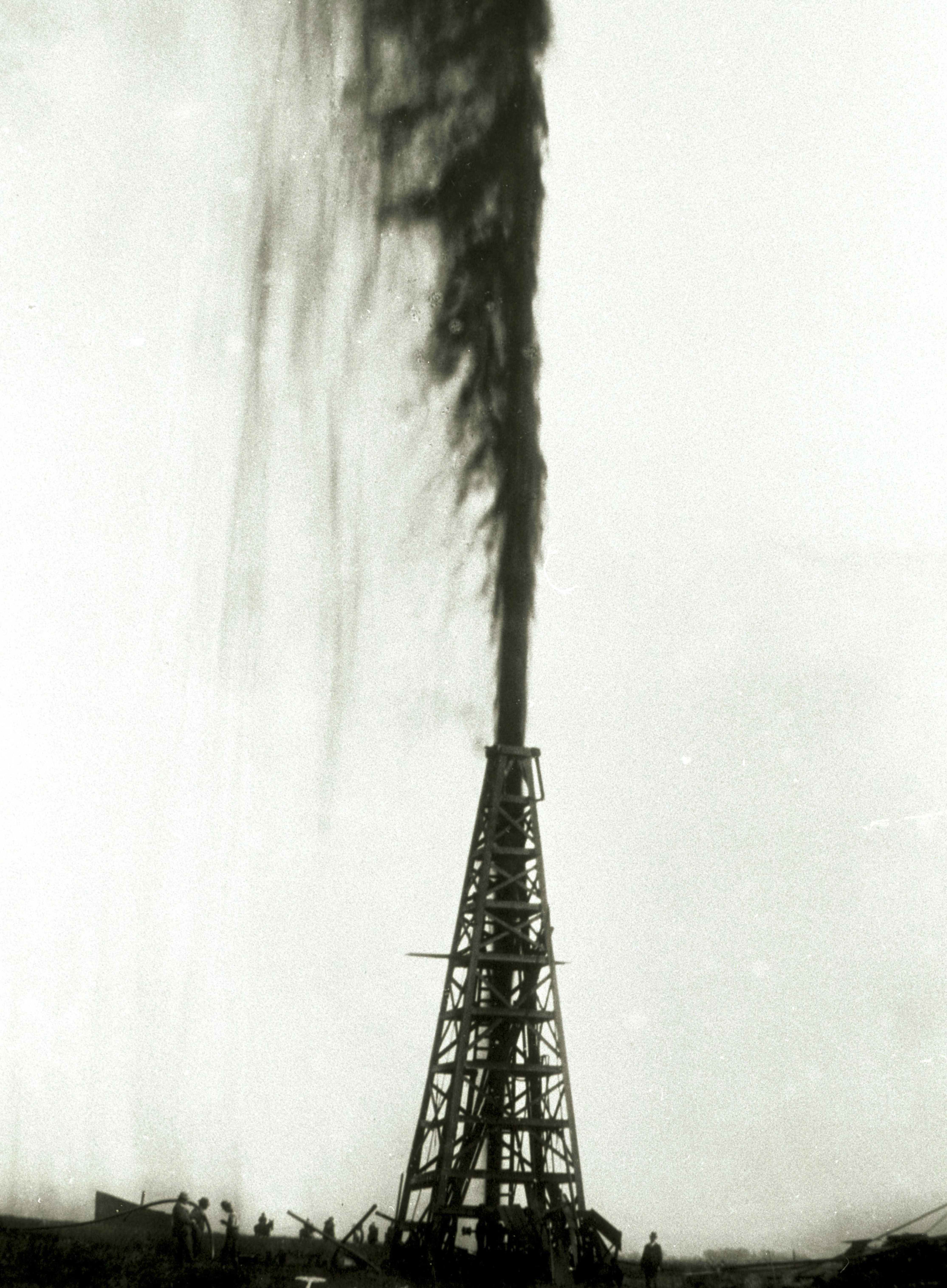
Il Lucas Gusher avvenuto nel giacimento di Spindletop, in Texas (1901)

Un'eruzione di pozzo o blowout consiste nel rilascio incontrollato di petrolio greggio e / o gas naturale da un pozzo in pressione quando i sistemi di controllo della pressione non riescono a intervenire. Tale rilascio può trovare una sorgente di innesco (scintille accidentali o altro) e produrre un incendio catastrofico di petrolio o gas.
Prima dell'avvento dei dispositivi di prevenzione delle eruzioni di pozzo (o blowout preventer), avvenuto negli anni '20, il rilascio incontrollato di petrolio e gas da un pozzo durante la perforazione era comune e veniva indicato con il termine Gusher, mentre i pozzi moderni sono tutti dotati di tali dispositivi allo scopo di impedire il verificarsi di tali eventi.

## Storia dei gusher e dei blowout
I gusher sono stati un'icona delle operazioni di esplorazione petrolifera durante la fine del XIX e l'inizio del XX secolo, quando le tecniche di perforazione molto semplici quali il cable-tool drilling e la mancanza di blowout preventer rendevano impossibile il controllo dei giacimenti ad alta pressione. Di conseguenza, quando i macchinari di perforazione raggiungevano gli strati del giacimento ad alta pressione il petrolio o il gas naturale risaliva il pozzo a una velocità elevata fuoriuscendo dalle aste di perforazione (drilling string) e dando origine a un gusher. Spesso tali getti erano di grande entità, facendo fuoriuscire grandi quantità di petrolio e raggiungendo altezze di 60 m o più, come nel caso famoso del Lakeview Gusher del 1910.
Le eruzioni di pozzo potevano avere gravi conseguenze sulla sicurezza dei lavoratori, arrivando a uccidere operai coinvolti nelle operazioni di perforazione o causando la perdita dell'udito di chi lavorava normalmente nei pressi dell'impianto, gravi conseguenze sull'ambiente circostante, che veniva ricoperto da migliaia di barili di petrolio con un impatto ecologico profondo e duraturo, e anche conseguenze economiche arrivando a distruggere impianti e attrezzature.
In alcuni casi, i rilasci innescavano fonti di accensione, provocando incendi catastrofici di petrolio o gas.
Per cercare di limitare tali conseguenze disastrose vennero sviluppate tecniche di perforazione rotativa in cui la pressione del petrolio o del gas a fondo pozzo era controbilanciata dalla densità del fluido di perforazione limitando di molto la probabilità di un'eruzione. Se tuttavia la densità del fluido non era adeguata o il fluido di perforazione si disperdeva nel terreno c'era ancora un rischio significativo di blowout del pozzo.
Nel 1924 fu introdotto sul mercato il primo dispositivo funzionante di prevenzione dei blowout, consistente in una valvola BOP ("Blow-Out Preventer") fissata alla testa pozzo che poteva essere chiusa in caso di necessità per contenere i fluidi ad alta pressione presenti nel pozzo e poterne riguadagnare il controllo. Con il passare del tempo e lo sviluppo della tecnologia, i dispositivi di prevenzione dei blowout sono diventati un'attrezzatura standard e i gusher sono diventati un ricordo del passato.
Nella moderna industria petrolifera i pozzi incontrollabili sono diventati noti come Blowouts e sono relativamente rari, grazie a un miglioramento significativo nella tecnologia, nelle tecniche di controllo dei pozzi e nella formazione del personale, tanto che nel periodo tra il 1976 e il 1981 ne sono stati riportati 21.

### Lista di gusher
- Wooster, Ohio, nel 1815: eruzione di petrolio avvenuta durante operazioni di trivellazione alla ricerca di sale lungo Killbuck Creek, a ovest della città.[7]
- Oil City, Pennsylvania, nel 1861: serie di eruzioni, di cui la più famosa fu quella del pozzo Little & Merrick, che iniziò a zampillare petrolio il 17 aprile 1861. Lo spettacolo della fontana di petrolio che fuoriesce a circa 3 000 barili (480 m³) al giorno aveva attirato circa 150 spettatori quando il pozzo di petrolio esplose in fiamme, facendo piovere fuoco sugli spettatori inzuppati d'olio. Ci furono trenta vittime. Altre eruzioni notevoli nell'area furono quella del Phillips n. 2 (4 000 barili (640 m³) al giorno) nel settembre 1861 e quella del Woodford (3 000 barili (480 m³) al giorno) nel dicembre 1861.
- Shaw Gusher di Oil Springs, Ontario, il 16 gennaio 1862: è stato il primo gusher canadese di petrolio. Facendo zampillare petrolio sopra le cime degli alberi circostanti a una portata di 3000 barili (480 m³) al giorno diede inizio al boom petrolifero nella contea di Lambton.[8]
- Lucas Gusher di Spindletop a Beaumont, in Texas, nel 1901: con 100 000 barili (16 000 m³) al giorno al suo picco, triplicò la produzione petrolifera statunitense e segnò l'inizio dell'industria petrolifera del Texas.[9]
- Masjed Soleiman, Iran, in 1908, il primo famoso in Medio Oriente.[10]
- Dos Bocas nello stato di Veracruz, in Messico, fu un famoso gusher messicano del 1908 che continuò a far fuoriuscire petrolio per moltissimi anni, fino oltre il 1938, anno in cui la Pemex nazionalizzò l'industria petrolifera messicana.
- Lakeview Gusher del giacimento Midway-Sunset Oil Field, nella contea di Kern, in California, del 1910: è considerato il più grande gusher statunitense mai esistito. Al suo picco fuoriuscivano più di 100 000 barili (16 000 m³) di petrolio al giorno, con un getto che raggiungeva un'altezza di 60 m. È rimasto aperto per 18 mesi, sversando nell'ambiente oltre 9 milioni di barili (1 400 000 m³) di petrolio, di cui meno della metà recuperati.[2]
- Gusher al pozzo Alamitos # 1 a Signal Hill, in California, nel 1921: segnò la scoperta del Long Beach Oil Field, uno dei giacimenti petroliferi più produttivi al mondo.[11]
- Gusher al pozzo Barroso 2 in Cabimas, Venezuela, nel dicembre 1922: durò per nove giorni facendo uscire circa 100 000 barili (16 000 m³) al giorno, più una grande quantità di gas naturale.
- Gusher nel giacimento di Baba Gurgur vicino a Kirkuk, in Iraq, nel 1927: eruttò con una portata di 95 000 barili (15 100 m³) al giorno nel 1927.[12]
- Gusher nel pozzo Yates # 30-A nella contea di Pecos, in Texas, il 23 settembre 1929: segnò un record mondiale con una portata di 204 682 barili di petrolio al giorno.[13]
- Gusher Wild Mary Sudik a Oklahoma City, Oklahoma, nel 1930: eruttò con una portata di 72 000 barili (11 400 m³) al giorno.
- Gusher Daisy Bradford nel 1930: segnò la scoperta dell'East Texas Oil Field, il più grande giacimento petrolifero degli Stati Uniti continentali.[14]
- Gusher vicino a Qom, in Iran, il 26 agosto 1956:  il più grande gusher di petrolio "wildcat", con una portata di 120 000 barili (19 000 m³) al giorno. Il gusher fu chiuso dopo 90 giorni di lavoro da Bagher Mostofi e Myron Kinley (USA).[15]
- Gusher al pozzo n. 37 del giacimento di Tengiz ad Atyrau, nell'allora Repubblica Socialista Sovietica Kazaka, in Unione Sovietica, il 23 giugno 1985: uno dei rilasci più problematici, alto 200 metri, che si incendiò due giorni dopo. A causa dell'elevata pressione del petrolio (fino a 800 atm) e dell'elevato contenuto di idrogeno solforato tossico il gusher fu chiuso solo il 27 luglio 1986. Il volume totale di materiale eruttato fu misurato pari a 4,3 milioni di tonnellate di petrolio e 1,7 miliardi di m³ di gas naturale, mentre l'incendio produsse 890 tonnellate di vari mercaptani e più di 900 000 tonnellate di fuliggine rilasciate nell'atmosfera.[16]
- Esplosione della Deepwater Horizon, presso il giacimento petrolifero di Macondo Prospect nel Golfo del Messico, il 20 aprile 2010: il più grande blowout sottomarino nella storia degli Stati Uniti. L'eruzione causò l'esplosione della Deepwater Horizon, una piattaforma mobile di perforazione offshore di proprietà di Transocean e in locazione a BP al momento dello scoppio. Sebbene il volume esatto di petrolio fuoriuscito non sia noto, il gruppo tecnico della United States Geological Survey stabilì una stima tra i 35 000 e i 60 000 barili (5600–9500 m³) di petrolio greggio al giorno.[17]

## Cause di blowout

### Pressione del giacimento

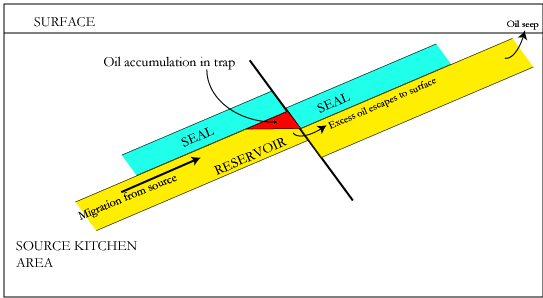
Una trappola strutturale che permette l'accumulo di il petrolio. Un'irregolarità (la trappola) in uno strato di rocce impermeabili (il sigillo) trattiene il petrolio che scorre verso l'alto, formando un serbatoio.

Il petrolio o il petrolio greggio è un liquido infiammabile naturale costituito da una miscela complessa di idrocarburi di vari pesi molecolari e altri composti organici, che si trovano in formazioni geologiche sotto la superficie terrestre. Dato che gli idrocarburi sono per la maggior parte più leggeri della roccia o dell'acqua, spesso migrano verso l'alto e occasionalmente lateralmente attraverso strati rocciosi adiacenti fino a raggiungere la superficie o rimanere intrappolati all'interno di rocce porose (note come giacimenti) sovrastate da uno strato di rocce impermeabili. Quando gli idrocarburi sono concentrati in una trappola strutturale, si forma un giacimento petrolifero da cui il liquido può essere estratto mediante perforazione e pompaggio. La pressione del fondo pozzo nelle strutture rocciose cambia a seconda della profondità e delle caratteristiche della roccia madre. Può essere presente anche gas naturale (principalmente metano), di solito sopra l'olio all'interno del giacimento ma a volte disciolto nell'olio alla pressione e alla temperatura del giacimento stesso. Il gas disciolto si libera normalmente dalla soluzione come gas libero quando la pressione si riduce durante le operazioni di produzione o in un calcio ("kick") o in un blowout incontrollato. Alcuni giacimenti possono contenere essenzialmente solo gas naturale.

### Calcio della formazione ("kick")
Le pressioni dei fluidi di fondo pozzo nei pozzi moderni sono controllate bilanciandole con la pressione idrostatica fornita dalla colonna di fango di perforazione. Se il bilanciamento della pressione del fango di perforazione non è corretto (ovvero, il gradiente di pressione del fango è inferiore al gradiente di pressione dei pori di formazione), i fluidi di formazione (petrolio, gas naturale e/o acqua) possono iniziare a salire nel pozzo e nell'annulus (l'intercapedine tra le aste di perforazione (drilling string) e la parete pozzo o interno del casing) e/o all'interno del tubo di perforazione. Questo è comunemente chiamato un calcio ("kick").
Nel caso si verifichi un calcio si possono chiudere le barriere meccaniche quali i blowout preventers (BOP) per isolare il pozzo mentre viene ripristinato l'equilibrio idrostatico attraverso la circolazione dei fluidi nel pozzo. Ma se il pozzo non è chiuso (termine comune per indicare la chiusura del blowout preventer), un calcio può rapidamente degenerare in uno blowout quando i fluidi di formazione raggiungono la superficie, soprattutto quando tali fluidi contengono gas che si espande rapidamente mentre sale lungo il pozzo aumentando ulteriormente la sua velocità di risalita.
I primi segnali di allarme di un imminente calcio del pozzo durante la perforazione sono:
- Cambiamento improvviso nella velocità di perforazione;
- Riduzione del peso del tubo di perforazione;
- Variazione della pressione della pompa;
- Variazione della velocità di ritorno del fluido di perforazione.

Altri segnali di avvertimento durante l'operazione di perforazione sono:
- Ritorno di fango "tagliato" da (cioè contaminato da) gas, petrolio o acqua;
- Alti contenuti di gas rilevati nel fango.[18]

Il primo modo per rilevare un calcio durante la perforazione è un cambiamento nella velocità di circolazione del fango. La squadra di perforazione o il tecnico dedicato ("mud engineer") tiene traccia del livello nelle fosse del fango ("mud pits") e monitora attentamente la velocità di ritorno del fango rispetto alla velocità che viene pompata lungo il tubo di perforazione.

### Controllo del pozzo
La prima risposta dopo l'insorgere di un calcio della formazione è quella di chiudere il pozzo attivando i blowout preventer in superficie. Quindi la squadra di perforazione dovrebbe tentare di far circolare nel pozzo un liquido più pesante (detto killing fluid)  per aumentare la pressione idrostatica (a volte con l'assistenza di una società specializzata nel controllo dei pozzi), far circolare i fluidi di afflusso lentamente e in modo controllato e non consentendo a nessun gas di accelerare troppo rapidamente.
Un ulteriore modo di controllare i blowout consiste nell'utilizzo dei cosiddetti capping stack, che consistono in grosse strutture che possono venir imbullonate in cima ai blowout preventer e che sono in grado di isolare completamente il pozzo. Vengono utilizzati nei casi estremi in cui si verifica un blowout di superficie e l'inefficacia del blowout preventer.

## Tipi di blowout

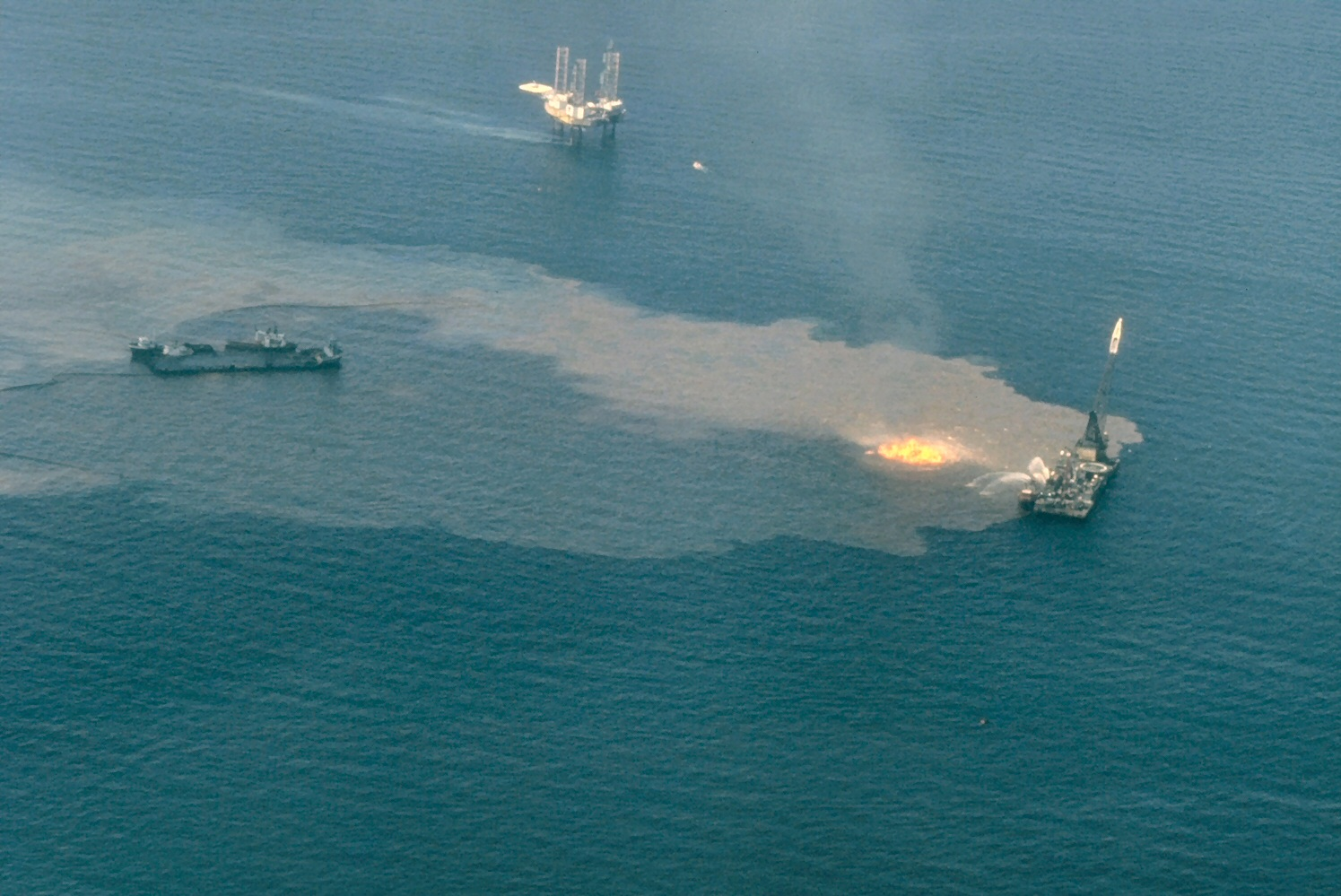
Blowout del pozzo petrolifero Ixtoc I

I blowout si possono verificare in tutte le fasi di vita di un pozzo petrolifero, vale a dire durante la fase di perforazione, durante il collaudo del pozzo, durante il completamento del pozzo, durante la produzione o durante le attività di workover.

### Blowout di superficie
Nei blowout di superficie avviene la fuoriuscita in atmosfera e nell'ambiente circostante di petrolio insieme ad altri materiali quali per esempio gas naturale, acqua, fluido di perforazione, fango, sabbia, rocce e altre sostanze. La pressione con cui tali materiali vengono espulsi può causare l'espulsione delle aste di perforazione (drilling string) dal pozzo o danneggiare la piattaforma di perforazione (drilling rig). I blowout vengono spesso innescati dalle scintille delle rocce espulse o semplicemente dal calore generato dall'attrito.
In questi casi vengono contattate società specializzate che intervengono per spegnere l'incendio, tappare il pozzo e sostituire la testa pozzo e le altre apparecchiature di superficie. Se il rilascio contiene Acido solfidrico, che è una sostanza tossica, si può decidere di innescarlo in modo da convertirlo in sostanze meno pericolose.
A volte i blowout possono essere così potenti da non poter essere controllati direttamente dalla superficie, in particolare se la pressione del pozzo è tale da non diminuire in modo significativo nel tempo. In tali casi si possono perforare altri pozzi laterali (pozzi di soccorso) per intersecare il pozzo principale e consentire l'introduzione in profondità di fluidi pesanti in modo da bilanciare la pressione del pozzo principale e riportarlo sotto controllo. Quando furono perforati per la prima volta negli anni '30, i pozzi di soccorso furono perforati per iniettare acqua nel foro principale del pozzo di perforazione.

### Blowout sottomarini

Il blowout del pozzo Macondo-1 sulla Deepwater Horizon, 21 aprile 2010

Un blowout sottomarino può avvenire principalmente per guasti alle apparecchiature oppure per squilibri della pressione del giacimento sotterraneo. I pozzi sottomarini dispongono di apparecchiature di controllo della pressione situate sul fondo del mare o tra il tubo di risalita e la piattaforma di perforazione. I dispositivi di prevenzione dei blowout (Blow-Out Preventer, BOP) sono i principali dispositivi di sicurezza progettati per mantenere il controllo delle pressioni dei pozzi, e sono dotati di sistemi di blocco ad azionamento idraulico per arrestare il flusso di idrocarburi in caso di perdita di controllo del pozzo.
Pur con tutti i sistemi di prevenzione dei blowout a disposizione gli operatori devono essere preparati a reagire a un blowout nel caso questo si verifichi. Prima di perforare un pozzo la società deve presentare alle autorità competenti un Piano dettagliato di costruzione del pozzo, un Piano di risposta ai rilasci di idrocarburi e un Piano di contenimento del pozzo.
Un caso importante di blowout sottomarino è stato quello della Deepwater Horizon nel Golfo del Messico nell'aprile 2010, che si è verificato a 1500 m di profondità. Allo stato attuale gli USA dispongono nel Golfo del Messico di strutture in grado di catturare e trattare fino a 130 000 barili di fluido al giorno e circa 6 milioni di metri cubi al giorno di gas, a una profondità fino a 3000 m.

### Blowout sotterranei
Un blowout sotterraneo è una situazione particolare in cui i fluidi fluiscono dalle zone di alta pressione (di solito corrispondenti a strati più profondi nel terreno) in modo incontrollato verso le zone a pressione più bassa all'interno del pozzo. Non necessariamente un blowout sotterraneo provoca una fuoriuscita di fluido dalla testa pozzo, e tuttavia la formazione o le formazioni che ricevono il flusso possono subire una pressione eccessiva.

## Lista di blowoutoffshore[1][25]
| Anno | Piattaforma                   | Società                    | Tipo di piattaforma   | Conseguenze |
| ---- | ----------------------------- | -------------------------- | --------------------- | --- |
| 1955 | S-44                          | Chevron Corporation        | Sub Recessed pontoons | Blowout e incendio. Piattaforma rimessa in servizio.                                                                       |
| 1959 | C. T. Thornton                | Reading & Bates            | Jackup                | Blowout e incendio. |
| 1964 | C. P. Baker                   | Reading & Bates            | Drill barge           | Blowout nel Golfo del Messico, struttura capovolta, 22 vittime.                                                            |
| 1965 | Trion                         | Royal Dutch Shell          | Jackup                | Piattaforma distrutta. |
| 1965 | Paguro                        | SNAM                       | Jackup                | Blowout e incendio. Piattaforma distrutta.                                                                                 |
| 1968 | Little Bob                    | Coral                      | Jackup                | Blowout e incendio, 7 vittime.                                                                                             |
| 1969 | Wodeco III                    | Floor drilling             | Drilling barge        | Blowout. |
| 1969 | Sedco 135G                    | Sedco Inc                  | Semi-submersible      | Blowout e danni alla piattaforma.                                                                                          |
| 1969 | Rimrick Tidelands             | ODECO                      | Submersible           | Blowout nel Golfo del Messico.                                                                                             |
| 1970 | Stormdrill III                | Storm Drilling             | Jackup                | Blowout e incendio. |
| 1970 | Discoverer III                | Offshore Co.               | Drillship             | Blowout. |
| 1971 | Big John                      | Atwood Oceanics            | Drill barge           | Blowout e incendio. |
| 1971 | Wodeco II                     | Floor Drilling             | Drill barge           | Blowout e incendio, 7 vittime.                                                                                             |
| 1972 | J. Storm II                   | Marine Drilling Co.        | Jackup                | Blowout nel Golfo del Messico.                                                                                             |
| 1972 | M. G. Hulme                   | Reading & Bates            | Jackup                | Blowout e struttura capovolta nel Mare di Java.                                                                            |
| 1972 | Rig 20                        | Transworld Drilling        | Jackup                | Blowout nel Golfo di Martaban.                                                                                             |
| 1973 | Mariner I                     | Sante Fe Drilling          | Semi-sub              | Blowout al largo di Trinidad, 3 vittime.                                                                                   |
| 1975 | Mariner II                    | Sante Fe Drilling          | Semi-submersible      | Blowout, perdita del BOP.                                                                                                  |
| 1975 | J. Storm II                   | Marine Drilling Co.        | Jackup                | Blowout nel Golfo del Messico.                                                                                             |
| 1976 | Petrobras III                 | Petrobras                  | Jackup                | - |
| 1976 | W. D. Kent                    | Reading & Bates            | Jackup                | Danni durante la realizzazione di un pozzo di soccorso.                                                                    |
| 1977 | Maersk Explorer               | Maersk Drilling            | Jackup                | Blowout e incendio nel Mare del Nord.                                                                                      |
| 1977 | Ekofisk Bravo                 | Phillips Petroleum         | Platform              | Blowout in fase di workover del pozzo.                                                                                     |
| 1978 | Scan Bay                      | Scan Drilling              | Jackup                | Blowout e incendio nel Golfo Persico.                                                                                      |
| 1979 | Salenergy II                  | Salen Offshore             | Jackup                | Blowout nel Golfo del Messico.                                                                                             |
| 1979 | Sedco 135                     | Sedco Drilling             | Semi-submersible      | Blowout e incendio nella Baia di Campeche, pozzo Ixtoc I.                                                                  |
| 1980 | Sedco 135C                    | Sedco Drilling             | Semi-submersible      | Blowout e incendio. |
| 1980 | Discoverer 534                | Offshore Co.               | Drillship             | Rilascio di gas e incendio.                                                                                                |
| 1980 | Ron Tappmeyer                 | Reading & Bates            | Jackup                | Blowout nel Golfo Persico, 5 vittime.                                                                                      |
| 1980 | Nanhai II                     | People's Republic of China | Jackup                | Blowout nell'isola di Hainan.                                                                                              |
| 1980 | Maersk Endurer                | Maersk Drilling            | Jackup                | Blowout nel Mar Rosso, 2 vittime.                                                                                          |
| 1980 | Ocean King                    | ODECO                      | Jackup                | Blowout e incendio nel Golfo del Messico, 5 vittime.                                                                       |
| 1980 | Marlin 14                     | Marlin Drilling            | Jackup                | Blowout nel Golfo del Messico.                                                                                             |
| 1981 | Penrod 50                     | Penrod Drilling            | Submersible           | Blowout e incendio nel Golfo del Messico.                                                                                  |
| 1984 | Plataforma Central de Enchova | Petrobras                  | fixed platform        | Blowout e incendio nel bacino di Campos, Rio de Janeiro, in Brasile, 37 vittime.                                           |
| 1985 | West Vanguard                 | Smedvig                    | Semi-submersible      | Blowout di gas e incendio nel mar di Norvegia, 1 vittima.                                                                  |
| 1981 | Petromar V                    | Petromar                   | Drillship             | Blowout di gas e struttura capovolta nel mar cinese meridionale.                                                           |
| 1983 | Bull Run                      | Atwood Oceanics            | Tender                | Blowout a Dubai, 3 vittime.                                                                                                |
| 1988 | Ocean Odyssey                 | Diamond Offshore Drilling  | Semi-submersible      | Blowout di gas e incendio nel mare del Nord britannico, 1 vittima.                                                         |
| 1988 | Plataforma Central de Enchova | Petrobras                  | fixed platform        | Blowout e incendio nel bacino di Campos, Rio de Janeiro, in Brasile, nessuna vittima, piattaforma completamente distrutta. |
| 1989 | Al Baz                        | Sante Fe                   | Jackup                | Blowout di gas e incendio in Nigeria, 5 vittime.                                                                           |
| 1993 | M. Naqib Khalid               | Naqib Co.                  | Naqib Drilling        | Incendio ed esplosione. Piattaforma rimessa in servizio.                                                                   |
| 1993 | Actinia                       | Transocean                 | Semi-submersible      | Blowout sottomarino in Vietnam.                                                                                            |
| 2001 | Ensco 51                      | Ensco                      | Jackup                | Blowout di gas e incendio nel Golfo del Messico, nessuna vittima.                                                          |
| 2002 | Arabdrill 19                  | Arabian Drilling Co.       | Jackup                | Collasso strutturale, blowout, incendio e affondamento della struttura.                                                    |
| 2004 | Adriatic IV                   | Global Sante Fe            | Jackup                | Blowout e incendio alla piattaforma Temsah, mar Mediterraneo.                                                              |
| 2007 | Usumacinta                    | PEMEX                      | Jackup                | Spostamento della piattaforma Kab 101 dovuto a una tempesta e successivo blowout, 22 vittime.                              |
| 2009 | West Atlas / Montara          | Seadrill                   | Jackup / Platform     | Blowout e incendio su piattaforma in Australia.                                                                            |
| 2010 | Deepwater Horizon             | Transocean                 | Semi-submersible      | Blowout, incendio ed esplosione sulla piattaforma e blowout subacqueo, 11 vittime.                                         |
| 2010 | Vermilion Block 380           | Mariner Energy             | Platform              | Blowout e incendio, 13 sopravvissuti, 1 ferito.                                                                            |
| 2012 | KS Endeavour                  | KS Energy Services         | Jack-Up               | Blowout, incendio ed esplosione, collasso della piattaforma, 2 vittime.                                                    |
| 2012 | Elgin platform                | Total                      | Platform              | Blowout e rilascio prolungato di gas acido, nessuna vittima.                                                               |

## Società specializzate nel controllo dei blowout
Myron M. Kinley è stato un pioniere nella lotta agli incendi di pozzi petroliferi e ai blowout. Ha sviluppato molti brevetti e progettato strumenti e tecniche per fronteggiare gli incendi petroliferi.
Suo padre, Karl T. Kinley, fu il primo a tentare di spegnere l'incendio di un pozzo petrolifero con l'aiuto di una massiccia esplosione, un metodo ancora oggi in uso. Myron e Karl Kinley riuscirono per la prima volta a estinguere l'incendio di un pozzo petrolifero con gli esplosivi nel 1913.
Nel 1923 Kinley formò la MM Kinley Company. Asger "Boots" Hansen e Edward Owen "Coots" Matthews iniziarono la loro carriera sotto Kinley.
Paul N. "Red" Adair entrò a far parte della MM Kinley Company nel 1946 lavorando con Myron Kinley per 14 anni prima di fondare la sua società, la Red Adair Co. Inc., nel 1959.
La Red Adair Co. ha contribuito a controllare celebri blowout, tra cui:
- Incendio di CATCO nel Golfo del Messico nel 1959
- Il "Devil's Cigarette Lighter" nel 1962 a Gassi Touil, Algeria, nel deserto del Sahara
- La perdita di petrolio di Ixtoc I nella baia messicana di Campeche nel 1979
- Il disastro del Piper Alpha nel Mare del Nord nel 1988
- Gli incendi petroliferi del Kuwait dopo la guerra del Golfo nel 1991.[31]

Adair si è ritirato dagli affari nel 1994 vendendo la sua azienda a Global Industries. La dirigenza dell'azienda di Adair ha lasciato l'azienda fondando la International Well Control (IWC) che ha acquisito nel 1997 la società Boots & Coots International Well Control, Inc., fondata da Hansen e Matthews nel 1978.